# Stélios Tatassópoulos
Stélios Tatassópoulos (en grec moderne : Στέλιος Τατασόπουλος) né à Constantinople en 1911 était un réalisateur, scénariste et acteur grec.

## Biographie
Né à Constantinople, il fit des études d'art dramatique à l'école Dimitris Rodiris à Athènes puis des études de cinéma à Paris où il obtint son diplôme de l'école Ciné-essor en 1937. Dès 1938, il avait commencé à être acteur puis dès 1932 à réaliser (Corruption sociale). La crise rencontrée par le cinéma grec alors (dictature puis occupation) fit qu'il ne tourna plus avant 1952 et La Terre noire qui fut son grand succès. Il réalisa ensuite divers mélodrames et comédies, sans plus rencontrer le même succès public.

## Filmographie partielle
- 1932 : Corruption sociale
- 1952 : La Terre noire
- 1954 : Femmes sans hommes
- 1959 : Amour à gages
- 1959 : Zalongo, citadelle de la liberté
- 1959 : Lygos le brave
- 1962 : Monkey business
- 1962 : Confessions d'une mère
- 1962 : Les Trois Mousquetaires
- 1962 : Noël d'un vagabond
- 1965 : Quand sonne le glas
- 1966 : Prisonniers d'un destin
- 1969 : Le Sacrifice d'une femme
- 1972 : On a touché le fond, Sotiris